# Ema de Anhalt-Bernburg-Schaumburg-Hoym
Ema de Anhalt-Bernburg-Schaumburg-Hoym (20 de maio de 1802 - 1 de agosto de 1858) foi a esposa do príncipe Jorge II de Waldeck e Pyrmont. Era também avó da rainha Ema dos Países Baixos, que recebeu o nome em sua honra.

## Família
Ema foi a terceira das quatro filhas do príncipe Vítor II de Anhalt-Bernburg-Schaumburg-Hoym e da princesa Amália Carlota de Nassau-Weilburg. Entre os seus irmãos estava a princesa Hermínia de Anhalt-Bernburg-Schaumburg-Hoym, esposa do arquiduque José da Áustria. Os seus avós paternos eram o príncipe Carlos de Anhalt-Bernburg-Schaumburg-Hoym e a princesa Leonor de Solms-Braunfels. Os seus avós maternos eram o príncipe Carlos Cristiano de Nassau-Weilburg e a princesa Carolina de Orange-Nassau.

## Vida
Ema cresceu com as irmãs na cidade de Hoym, em Anhalt, e recebeu uma educação cuidadosa. O seu tio-avô, Frederico, Príncipe de Anhalt-Bernburg-Schaumburg-Hoym, tinha abdicado do seu direito de sucessão em Schaumburg e o Condado de Holzappel em favor de Ema, mas, em 1828, a decisão foi revertida.
Após a morte do marido em 1852, Ema governou o principado de Waldeck e Pyrmont como regente em nome do seu filho Jorge Vítor, que era ainda menor de idade. Uma das suas primeiras decisões foi a reforma do contingente de Waldeck do exército federal, implementado em 1845 por oficiais da Prússia. As Revoluções de 1848 decorreram durante o reinado de Ema e, em Waldeck, levaram à formação de um novo parlamento. O reinado de Ema é descrito como uma fase importante da História de Waldeck, com uma autêntica reforma na organização do estado.

## Casamento e descendência
Ema casou-se com o príncipe Jorge II de Waldeck e Pyrmont no dia 26 de junho de 1823. Juntos tiveram cinco filhos:
1. Augusta de Waldeck e Pyrmont (21 de julho de 1824 – 4 de setembro de 1893), casada com o príncipe Alfredo de Stolberg-Stolberg, com descendência.
2. José de Waldeck e Pyrmont (24 de novembro de 1825 – 27 de dezembro de 1829), morreu aos 4 anos de idade.
3. Hermínia de Waldeck e Pyrmont (29 de setembro de 1827 – 16 de fevereiro de 1910), casada com o primo Adolfo I de Schaumburg-Lippe, com descendência.
4. Jorge Vítor de Waldeck e Pyrmont (14 de janeiro de 1831 – 12 de maio de 1893), casado primeiro com a princesa Helena de Nassau, com descendência, casado depois com a princesa Luísa de Schleswig-Holstein-Sonderburg-Glücksburg, com descendência.
5. Wolrad de Waldeck e Pyrmont (24 de janeiro de 1833 – 20 de janeiro de 1867); morreu aos 33 anos de idade; sem descendência.

## Genealogia
| Ema de Anhalt-Bernburg-Schaumburg-Hoym | Pai: Vítor II, Príncipe de Anhalt-Bernburg-Schaumburg-Hoym | Avô paterno: Carlos Luís, Príncipe de Anhalt-Bernburg-Schaumburg-Hoym | Bisavô paterno: Vítor I, Príncipe de Anhalt-Bernburg-Schaumburg-Hoym |
| Ema de Anhalt-Bernburg-Schaumburg-Hoym | Pai: Vítor II, Príncipe de Anhalt-Bernburg-Schaumburg-Hoym | Avô paterno: Carlos Luís, Príncipe de Anhalt-Bernburg-Schaumburg-Hoym | Bisavó paterna: Carlota Luísa de Isenburg-Büdingen-Birstein          |
| Ema de Anhalt-Bernburg-Schaumburg-Hoym | Pai: Vítor II, Príncipe de Anhalt-Bernburg-Schaumburg-Hoym | Avó paterna: Amália Leonor de Solms-Braunfels                         | Bisavô paterno: Frederico Guilherme, Príncipe de Solms-Braunfels     |
| Ema de Anhalt-Bernburg-Schaumburg-Hoym | Pai: Vítor II, Príncipe de Anhalt-Bernburg-Schaumburg-Hoym | Avó paterna: Amália Leonor de Solms-Braunfels                         | Bisavó paterna: Sofia Madalena de Solms-Laubach-Utphe                |
| Ema de Anhalt-Bernburg-Schaumburg-Hoym | Mãe: Amália de Nassau-Weilburg                             | Avô materno: Carlos Cristiano, Príncipe de Nassau-Weilburg            | Bisavô materno: Carlos Augusto, Príncipe de Nassau-Weilburg          |
| Ema de Anhalt-Bernburg-Schaumburg-Hoym | Mãe: Amália de Nassau-Weilburg                             | Avô materno: Carlos Cristiano, Príncipe de Nassau-Weilburg            | Bisavó materna: Augusta Frederica de Nassau-Idstein                  |
| Ema de Anhalt-Bernburg-Schaumburg-Hoym | Mãe: Amália de Nassau-Weilburg                             | Avó materna: Carolina de Orange-Nassau                                | Bisavô materno: Guilherme IV, Príncipe de Orange                     |
| Ema de Anhalt-Bernburg-Schaumburg-Hoym | Mãe: Amália de Nassau-Weilburg                             | Avó materna: Carolina de Orange-Nassau                                | Bisavó materna: Ana, Princesa Real e Princesa de Orange              |